# SN 2005mb
SN 2005mb – supernowa typu II odkryta 21 grudnia 2005 roku w galaktyce NGC 4963. W momencie odkrycia miała maksymalną jasność 19,30m.